# Jaka Hvala
Jaka Hvala (Ponikve (Tolmin), 15 juli 1993) is een Sloveense schansspringer.

## Carrière
Hvala scoorde bij zijn wereldbekerdebuut in januari 2012 in Zakopane direct wereldbekerpunten. Twee maanden na zijn debuut eindigde hij in Lahti voor de eerste maal in zijn carrière in de top tien van een wereldbekerwedstrijd. Op 13 februari 2013 boekte de Sloveen in Klingenthal zijn eerste wereldbekerzege.

## Resultaten

### Wereldkampioenschappen schansspringen
| Jaar | Plaats        | Resultaten                                      |
| ---- | ------------- | ----------------------------------------------- |
| 2013 | Val di Fiemme | 22e HS106 25e HS134 8e Team HS106 6e Team HS134 |

### Wereldbeker
Eindklasseringen
| Seizoen   | Algm | SV  | 4S  |
| --------- | ---- | --- | --- |
| 2011/2012 | 44e  | 46e | –   |
| 2012/2013 | 16e  | 19e | 14e |
| 2013/2014 | 50e  | 26e | 26e |
| 2015/2016 | 46e  | 33e | -   |

Wereldbekerzeges
| Datum            | Plaats      | Schans |
| ---------------- | ----------- | ------ |
| 13 februari 2013 | Klingenthal | HS140  |

### Grand-Prix
Eindklasseringen
| Jaar | Plaats |
| ---- | ------ |
| 2012 | 15e    |
| 2015 | 19e    |
| 2016 | 17e    |
| 2018 | 40e    |